# Невадо де Колима
Невадо де Колима (на испански: Nevado de Colima) е стратовулкан в Мексико, най-високата част от вулканичния комплекс Колима. Той е с височина 4320 метра и е част от 900-километровия Транс-Мексикански вулканичен пояс. Намира се до активния вулкан Фуего, за който понякога също се използва името Колима.
Въпреки името си, този стратовулкан не се намира в щата Колима, а в съседния – Халиско. Намира се на 485 km от столицата Мексико Сити и на 75 км от Гуадалахара.